# Praag-Březiněves
Praag-Březiněves (Tsjechisch: Praha-Březiněves) is een gemeentelijk district van de Tsjechische hoofdstad Praag die samenvalt met Březiněves, een voorstadje van Praag aan de noordoostkant van de stad. Het district is onderdeel van het administratieve district Praag 8.
Březiněves is sinds het jaar 1974 onderdeel van de gemeente Praag. Het grenst in het oosten aan Praag-Čakovice en in het zuiden aan Praag-Ďáblice en Praag-Dolní Chabry. Ten westen en noorden van het district ligt de gemeentegrens van Praag. Aan de andere zijde van de grens liggen de gemeenten Bořanovice, Zdiby en Hovorčovice.
Praag 1 · Praag 2 · Praag 3 · Praag 4 · Praag-Kunratice · Praag 5 · Praag-Slivenec · Praag 6 · Praag-Lysolaje · Praag-Nebušice · Praag-Přední Kopanina · Praag-Suchdol · Praag 7 · Praag-Troja · Praag 8 · Praag-Březiněves · Praag-Ďáblice · Praag-Dolní Chabry · Praag 9 · Praag 10 · Praag 11 · Praag-Křeslice · Praag-Šeberov · Praag-Újezd · Praag 12 · Praag-Libuš · Praag 13 · Praag-Řeporyje · Praag 14 · Praag-Dolní Počernice · Praag 15 · Praag-Dolní Měcholupy · Praag-Dubeč · Praag-Petrovice · Praag-Štěrboholy · Praag 16-Radotín · Praag-Lipence · Praag-Lochkov · Praag-Velká Chuchle · Praag-Zbraslav · Praag 17-Řepy · Praag-Zličín · Praag 18-Letňany · Praag 19-Kbely · Praag-Čakovice · Praag-Satalice · Praag-Vinoř · Praag 20-Horní Počernice · Praag 21-Újezd nad Lesy · Praag-Běchovice · Praag-Klánovice · Praag-Koloděje · Praag 22-Uhříněves · Praag-Benice · Praag-Kolovraty · Praag-Královice · Praag-Nedvězí